# Juan Antonio Salas
Juan Antonio Salas fue un político peruano. 
Fue elegido diputado por la provincia de Chumbivilcas entre 1868 y 1871 durante el gobierno de José Balta, reelecto en 1872 durante el gobierno de Manuel Pardo. En 1876 fue elegido diputado por la provincia de Canas durante el gobierno de Mariano Ignacio Prado y reelecto en 1879 durante el gobierno de Nicolás de Piérola y la guerra con Chile.